# Janáčkova filharmonie Ostrava
Janáčkova filharmonie Ostrava je symfonický orchestr, kerý byl založen v Ostravě v roce 1954.
Tento ostravský symfonický orchestr se prezentuje jak v zahraničí, tak doma a v blízkém okolí. Orchestr je také pravidelně zván k účasti na tuzemských festivalech, jako jsou Pražské jaro, Janáčkův máj, Smetanova Litomyšl a další. Prvním dirigentem orchestru byl Otakar Pařík. Současným ředitelem orchestru je Jan Žemla. Od roku 2020 do roku 2024 působil na pozici šéfdirigenta a uměleckého ředitele Vasilij Sinajskij z Ruska. Od roku 2026 bude tento post zastávat Daiel Raiskin, který od roku 2024 působí v roli hlavního hostujícího dirigenta.

## Dějiny filharmonie

### 1954 až 2008
Od svého vzniku v roce 1954 se Janáčkova filharmonie Ostrava ve velmi krátké době zařadila mezi přední česká symfonická tělesa. Od roku 1958, kdy uskutečnila své první zahraniční turné, navštívila opakovaně téměř celou Evropu, Spojené státy, Japonsko, Jihokorejskou republiku, Tchaj-wan a díky finanční podpoře Magistrátu města Ostravy a ocelářské společnosti Arcelor Mittal se v roce 2006 Janáčkova filharmonie stala po České filharmonii, jež do Austrálie zavítala na turné v roce 1959, teprve druhým tuzemským symfonickým tělesem, které mělo příležitost se u protinožců prezentovat. Z tohoto pohledu byla koncertní sezóna 2006/2007 vydařená – orchestr navštívil postupně Itálii, Německo, opětovně Itálii, Japonsko, Německo a Švýcarsko.
Je jistě nesporné, že zahraniční zájezdy přináší Janáčkově filharmonii finanční užitek – záleží však na počtu vystoupení a samozřejmě teritoriu. Značný význam mají také zahraniční koncertní turné pro možnost porovnávání kvality tělesa a upevnění pozice na hudebním trhu.
Ostravský symfonický orchestr se úspěšně prezentuje rovněž na domácím pódiu a v blízkém okolí, o čemž rostoucí zájem ze strany publika. Orchestr je také pravidelně zván k účasti na prestižních tuzemských festivalech (Pražské jaro, Janáčkův máj, Smetanova Litomyšl, Pražské hudební slavnosti apod.)
Umělecký profil orchestru, který charakterizuje plný, sytý zvuk, muzikální projev i technická vyspělost, postupně formovali kromě stálých dirigentů také významní hosté – Václav Neumann, Václav Smetáček, Jiří Bělohlávek, L. Pešek, Zdeněk Mácal, Charles Mackerras, S. Baudo, H. Rilling a od roku 2005 ukrajinsko-americký šéfdirigent orchestru Theodore Kuchar. Ze sólistů zvučných jmen, kteří se s ostravskou filharmonií představili, jmenujme např. houslistu Josefa Suka, francouzského violoncellistu Andrého Navarru, sopranistku Evu Urbanovou a španělského tenoristu José Carrerase. V poslední době to jsou James Buswell, Sergej Babayan nebo Pascal Rogé.
Janáčkova filharmonie často uvádí díla nejen Leoše Janáčka a dalších českých skladatelů světového věhlasu – Antonína Dvořáka, Bedřicha Smetany nebo Bohuslava Martinů, ale šíře jejího repertoáru je mnohem rozsáhlejší, o čemž svědčí dramaturgie jednotlivých koncertů. Soustavně se objevují jména jako Ludwig van Beethoven, Wolfgang Amadeus Mozart, Franz Schubert, Robert Schumann, Max Bruch, Anton Bruckner, Richard Strauss, Béla Bartók, Maurice Ravel, Aaron Copland, Leonard Bernstein a další.
Od konce 90. let se Janáčkova filharmonie systematicky věnuje také interpretaci domácí i světové „nové hudby“. Spolu s Ostravským centrem nové hudby pořádá letní festivaly a tvůrčí dílny mladých skladatelů z celého světa za účasti předních světových tvůrců a interpretů. V této oblasti dosáhl orchestr výrazných úspěchů na předních světových festivalech avantgardní hudby v Praze, Varšavě a Berlíně. Velikým přínosem pro rozvoj v této interpretační oblasti Janáčkovy filharmonie byl aktivní přístup jejích šéfdirigentů – Christiana Arminga i Petra Vronského. Výsledky jejich systematické práce se však odrážejí i v dalších interpretačních oblastech. V jejich stopách pokračoval a kvality ostravského symfonického tělesa dále intenzivně rozvíjel šéfdirigent Theodore Kuchar.

### 2009 až 2014
V době od 21. ledna do 21. února 2009 uskutečnila Janáčkova filharmonie Ostrava díky finanční podpoře zřizovatele JFO Statutárního města Ostrava čtyřtýdenní koncertní turné po Spojených státech amerických. Během 19 koncertů si ostravské filharmoniky přišlo poslechnout na 30 000 amerických milovníků klasické hudby. Pod taktovkou šéfdirigenta Theodora Kuchara zazněly na koncertech v USA skladby A. Dvořáka, B. Smetany, B. Martinů, J. Fučíka, M. Brucha, L. van Beethovena, Felixe Mendelssohna a Sergeje Rachmaninova. Sólových partů daných skladeb se ujala talentovaná americká houslistka Jennifer Frautschi, která hrála na housle Stradivari z roku 1722, známé jako „ex-Cádiz“, a klavíristé Derek Han (USA) a Paavali Jumppanen (Finsko). Všichni zmínění umělci mají na svém kontě již několik prestižních světových hudebních cen a jsou velmi oblíbeni jak u amerického publika, tak i u odborné kritiky. První koncerty se uskutečnily na jihu USA ve státě Florida, a to hned v několika městech: Daytona Beach, St. Augustin, Fort Lauderdale. Následně se filharmonie přesunula do vnitrozemí.Turné filharmonie ukončila na západním pobřeží USA ve státě Kalifornie, kde se uskutečnily tři koncerty, mj. ve Fresně, v němž působí jako umělecký ředitel tamního orchestru i náš šéfdirigent Theodore Kuchar, a v hlavním městě Kalifornie Sacramentě, v Community Center Theater, který se nachází naproti věhlasnému kapitolu.
Výše jmenovaná hudební díla v interpretaci JFO a pod vedením Th. Kuchara, který si dokázal vybudovat s publikem „přímý“ kontakt hned na začátku jednotlivých koncertů, připravila Američanům zcela jistě nevšední umělecký zážitek, o čemž svědčily nekončící ovace vestoje, ale taktéž i bezprostřední osobní poděkování po vystoupení. Dalším příjemným překvapením byly návštěvy českých krajanů a jejich potomků, kteří vyhledávali kontakt nejenom s českou hudbou, ale českým prostředím jako takovým, čehož důkazem byly četné návštěvy v zákulisí a snaha o osobní kontakt.
Po odchodu Theodore Kuchara z Ostravy v létě 2012 byl orchestr téměř dva roky bez šéfdirigenta. Nový ředitel, absolvent brněnské konzervatoře a muzikologie na Masarykově univerzitě a dřívější dramaturg Filharmonie Brno, Jan Žemla, se ujal své funkce na začátku sezóny 2012/2013 a výběru šéfdirigenta věnoval spolu s uměleckou radou orchestru mimořádnou péči. Teprve v průběhu jubilejního roku 2014 byl po zralé úvaze vybrán Němec Heiko Mathias Förster, který na pozici uměleckého ředitele a šéfdirigenta působil do roku 2019. V 60. koncertní sezóně (2013–2014) Janáčkova filharmonie představila nový vizuální styl, jinou strukturu koncertních cyklů i nové koncertní cykly. Speciálně pro děti vznikl Rodinný cyklus koncertů, na kterém se děti mají možnost seznámit se zábavnou a interaktivní formou se základními hudebními pojmy a veličinami. Průvodci rodinných koncertů se stali herci Divadla Petra Bezruče Pavla Gajdošíková a Michal Sedláček. Novinkou 60. koncertní sezóny bylo také uvedení moderní koncertní řady v Multifunkční aule Gong. Ta představila projekty crossoverové a celkově odlišné od toho, na co byli posluchači zvyklí v běžné koncertní sezóně. V Gongu společně s Janáčkovou filharmonií vystoupili Pavel Šporcl, Gipsy Way, Eva Urbanová, Hradišťan nebo Iva Bittová.

### 2015 až 2019
Do 61. koncertní sezóny (2014/2015) vstoupila Janáčkova filharmonie Ostrava s novým uměleckým ředitelem a šéfdirigentem Heiko Mathiasem Försterem. Jednou z nejvýznamnějších akcí Janáčkovy filharmonie v roce 2015 byl prestižní mimořádný koncert v bavorském Mnichově v sobotu 27. června 2015, který byl den poté, v neděli 28. července, vysílán německou veřejno-právní televizí Zweites Deutsches Fernsehen (ZDF). Orchestr pod taktovkou italského dirigenta Claudia Vandelliho zde vystoupil společně s velkými hvězdami současného operního světa. Byli to ruská sopranistka Anna Netrebko, německý tenorista Jonas Kaufmann, americký barytonista Thomas Hampson (místo Dmitrije Hvorostovského, který se omluvil pro nemoc) a ruští pěvci Elena Zhidkova (mezzosoprán) a Ildar Abdrazakov (basbaryton).
Při tomto koncertu zazněly mj. slavné árie, duety a intermezza z populárních oper Giuseppa Verdiho (Don Carlos, Attila), Giacoma Pucciniho (La bohème, Manon Lescaut), Francesca Cilea (Adriana Lecouvreur), Jacquese Offenbacha (Les contes d'Hoffmann), Charlese Gounoda (Faust) a operet Emmericha Kálmána (Čardášová princezna, Země úsměvů). Koncert konaný open air na Královském náměstí (Königsplatz) měl velký úspěch u 12 000 diváků.
V letech 2015 až 2019 po boku Janáčkovy filharmonie vystupovaly osobnosti jako dirigenti Michail Jurowský (v 62. a 63. sezóně na pozici Hlavního hostujícího dirigenta), Antoni Wit, Jakub Hrůša, Daniel Raiskin či sólisté Tine Think Helseth, Olga Kern, Kirill Gerstein, Sayaku Shoji, Jean-Effam Bavouzet, Johannes Moser, Lisa Batiashvili, Midori a Danjulo Ishizaka. Crossoverové koncerty pořádané v ostravském Gongu si získaly stabilní místo v programové nabídce a po boku Janáčkovy filharmonie se představili například Čechomor, Dan Bárta & Illustratosphere, Miro Žbirka, Ondřej G. Brzobohatý, Hradišťan, Lucie Bílá, Vojtěch Dyk, Aneta Langerová. Od 64. koncertní sezóny Janáčkova filharmonie rozšířila programovou nabídku o koncertní řadu R – klavírní recitály. V Ostravě se představili například Nikolaj Luganskij, Barry Douglas, Federico Colli nebo Rémi Geniet.
Ostravský orchestr měl za dobu své existence již mnoho příležitostí prezentovat své umění ve významných sálech po celém světě. Orchestr je pravidelně zván do Ameriky, Asie i mnoha evropských měst. V září 2019 ve velkém sále Elbphilharmonie v Hamburku odehrála Janáčkova filharmonie Beethovenovu 9. symfonii pod taktovkou estonského dirigenta Risto Joosta. V polovině listopadu 2019 Janáčkova filharmonie podnikla významné turné do Jižní Koreje, kam zajíždí pravidelně od roku 1992. V rámci turné se orchestr řízený Leošem Svárovským se sólistou Lukášem Vondráčkem představil na šesti koncertech v pěti městech (Tegu, Soul, Kwnagju, Sogüpcho a Tchongjong). Janáčkova filharmonie zde vystoupila s ryze slovanským programem. V prosinci 2019 potom Janáčkova filharmonie vystoupila společně s českou sopranistkou Kateřinou Kněžíkovou ve vídeňském Musikvereinu, orchestr řídil dirigent Gabirel Bebeşelea a na programu byly skladby od Mozarta, Čajkovského a Mahlera.

### 2020 až 2024
66. koncertní sezónu (2019/2020) odehrála Janáčkova filharmonie bez šéfdirigenta. Od roku 2020 tento post obsadil Vasilij Sinajskij. Janáčkovu filharmonii poprvé řídil v prosinci 2018. Na programu byl Britten, Šostakovič a Franck. Po necelém roce dirigent nastudoval s orchestrem Brahmse a Suka. Tentokrát šlo o zahajovací koncert sezóny 2019/2020. Pro následující sezónu mu byla nabídnuta pozice šéfdirigenta, kterou přijal.
V prvních dvou měsících roku 2020 se podařilo realizovat celkem 5 zahraničních koncertů: Novoroční koncert v polské Ratiboři a turné do severní Itálie a Švýcarska se světově proslulým britským violoncellistou Stevenem Isserlisem a významným ruským dirigentem Dmitrijem Jurovským. V důsledku celosvětové pandemie byla po většinu roku 2020 ochomena činnost ve všech uměleckých oborech. Všechny plánované zahraniční i tuzemské aktivity orchestru byly od poloviny března 2020 postupně rušeny. Janáčkova filharmonie jako jedna z prvních nabídla svým posluchačům v době lockdownu přímé přenosy komorních koncertů. První streamovaný koncert se uskutečnil 16. dubna 2020. Celkem bylo v roce 2020 streamováno patnáct koncertů, včetně tří orchestrálních. Videlo je více než 100 tisíc diváků. Inaugurační koncert šéfdirigenta Vasilije Sinajského se uskutečnil 1. října 2020. Byl to jeden z mála koncertů, které se podařilo uskutečnit za účasti posluchačů v sále. Novoroční koncert ve vídeňském stylu už byl přenášen živě a bez účasti publika na ČT art. Sledovalo ho 70 tisíc diváků.
Domovskou scénou Janáčkovy filharmonie se od léta 2022 stalo bývalé kino Vesmír. Janáčkova filharmonie tak dočasně opustila své dlouholeté působiště v Domě kultury města Ostravy, který byl uzavřen z důvodu několikaleté rozsáhlá rekonstrukce. Její součástí je také přístavba koncertního sálu světových akustických parametrů podle návrhu architektonického studia Steven Holl Architects z New Yorku ve spolupráci s pražským studiem Architecture Acts.

### 2025
V květnu 2024 orchestr oznámil jméno nového šéfdirigenta Daniela Raiskina. Ten v současné době působí jako pověřený šéfdirigent a umělecký ředitel orchestru, přičemž oficiálně se ujme funkce v sezoně 2026/2027. Již nyní však velmi úzce spolupracuje s orchestrem a jeho vedením: plně se podílí na výběru repertoáru a tvorbě koncertních programů jak pro dočasný prostor ve Vesmíru, tak pro nový koncertní sál, podílel se také na výběru svého asistenta dirigenta a aktivně se zapojuje do koncertních a nahrávacích projektů.

## Nahrávky
Dalším důkazem šíře záběru je bohatá diskografie, která se podstatně rozrůstá za působení Theodora Kuchara ve funkci šéfdirigenta. Kuchar je ve světě znám jako jeden z nejvíce nahrávajících dirigentů. V srpnu roku 2004 nahrála filharmonie pod jeho vedením trojkomplet se skladbami Antonína Dvořáka s názvem Symphonic Poems, Overtures. V prosinci téhož roku pak vznikla odborníky vysoce ceněná nahrávka kompletu symfonií dánského skladatele Carla Nielsena. V sezóně 2006/2007 nahrála Janáčkova filharmonie Ostrava dalších sedm kompaktních disků pro významné nahrávací společnosti – Brilliant Classics, Joan Records, Cybelle Records a CPO Records. Prvními dvěma počiny byly na podzim roku 2006 realizované nahrávky, které řídil světově uznávaný dirigent David Porcelijn, s nímž orchestr navázal dlouhodobější spolupráci. Na jednom CD jsou zaznamenány tří symfonie nizozemského skladatele Henka Badingse Tato nahrávka pro společnost CPO Records vznikla za podpory Nizozemského velvyslanectví v Praze. Druhé CD pak obsahuje skladby současné nizozemské skladatelky Jacqueline Fontyn.
Další nahrávky, které řídil šéfdirigent Theodore Kuchar, byly realizovány už v roce 2007. Kromě hudebního nosiče se záznamem čtyř skladeb současného amerického skladatele Charlese Berryho – Mariners Famfare, Veerythrusch with Cedare, Symphony No. 3 „Celestial” a Cello Concerto, v němž se sólového partu ujal první violoncellista JFO Jiří Hanousek, to byly ještě čtyři další disky. Tři z nich tvoří komplet a posluchači na nich naleznou symfonické dílo Bedřicha Smetany včetně úplného cyklu symfonických básní Má vlast, ale i téměř neznámých skladeb jako jsou např. autorem nedokončený Pražský karneval nebo předehra k loutkové hře Doktor Faust apod. V závěru zmíněné sezóny pak vznikla unikátní nahrávka Klavírního koncertu č. 5 od Sergeje Rachmaninova, jehož faksimile bylo objeveno a upraveno teprve nedávno. Ke klavíru usedl Wolfram Schmitt-Leonardi.
Společně s šéfdirigentem Heiko Mathiasem Föerstrem nahrála Janáčkova filharmonie Ostrava v roce 2015 dvě CD. Na prvním z nich posluchači naleznou suitu z opery Příhody lišky Bystroušky od Leoše Janáčka a Simfonii č. 1 od Josefa Suka. Druhé CD s názvem Symfonická poezie nabídne posluchačům Baladu blanickou a šrumažovo dítě od Leoše Janáčka, Vodníka od Antonína Dvořáka a Pohádku od Josefa Suka.
V následujících letech vzniklo také několik nahrávek s osobnostmi české populární hudby. V září 2018 orchestr společně s Martinem Chodúrem pod taktovkou Marka Prášila nahrál CD Hallelujah, které obsahuje čtrnáct vánočních písní a koled. V témže roce vznikla také nahrávka společného vystoupení Janáčkovy filharmonie se zpěvačkou Ewou Farnou v multifunkční aule Gong. Ta si ke svému debutu s ostravským orchestrem přizvala Davida Stypku, orchestr dirigoval Jan Kučera.  V sezóně 2017/2018 Janáčkova filharmonie vystoupila se zpěvákem Tomášem Klusem a v květnu 2019 s ním nahrála pod taktovkou Jana Kučery desku Klusymfonie.
Období pandemie covidu-19 využil orchestr k nahrávání řady CD. Za zmínku stojí především sólový debut sopranistky Kateřiny Kněžíkové pro Supraphon a CD klavíristy Simona Trpčeského, který si ke společné nahrávce přizval dirigenta Cristiana Măcelaru, který by s ohledem na pracovní vytíženost za běžných okolností neměl vůbec možnost do Ostravy přijet.  CD Kateřiny Kněžíkové Phidylé se ocitlo na žebříčku britského časopisu Gramophone a získalo nominaci BBC Music Magazine Awards a také cen ANDĚL 2021 v kategorii KLASIKA. CD s nahrávkou Šostakovičových klavírních koncertů se Simonem Trpčeským se zase dostalo do finále Mezinárodních hudebních cen klasické hudby International Classical Music Awards (ICMA) 2022.